# Massagètes
Les  Massagètes (grec : Μασσαγέται, Massagetai ; latin : Massagetae) sont un peuple cavalier nomade de l'Antiquité, de langue indo-européenne scythique vivant dans la steppe eurasienne sur un territoire allant de la mer d'Aral et de la mer Caspienne (au-delà de l'Araxe, précise Hérodote) jusqu'aux limites de l'empire perse achéménide, puis de l'empire d'Alexandre. Leur nom signifie les « Grands Gètes », dans le sens de forts. Ils sont probablement apparentés aux Scythes, avec lesquels certains auteurs anciens les ont parfois confondus.

## Histoire
Dans la Géographie, Strabon donne un aperçu pittoresque de ce peuple. Selon lui, les Massagètes sont monothéistes et pratiquent des sacrifices de chevaux ; ils seraient monogames mais les hommes n'hésiteraient pas à prendre la femme d'autrui pour maîtresse et s'adonneraient à une forme de nécrophagie rituelle au détriment des ennemis abattus.

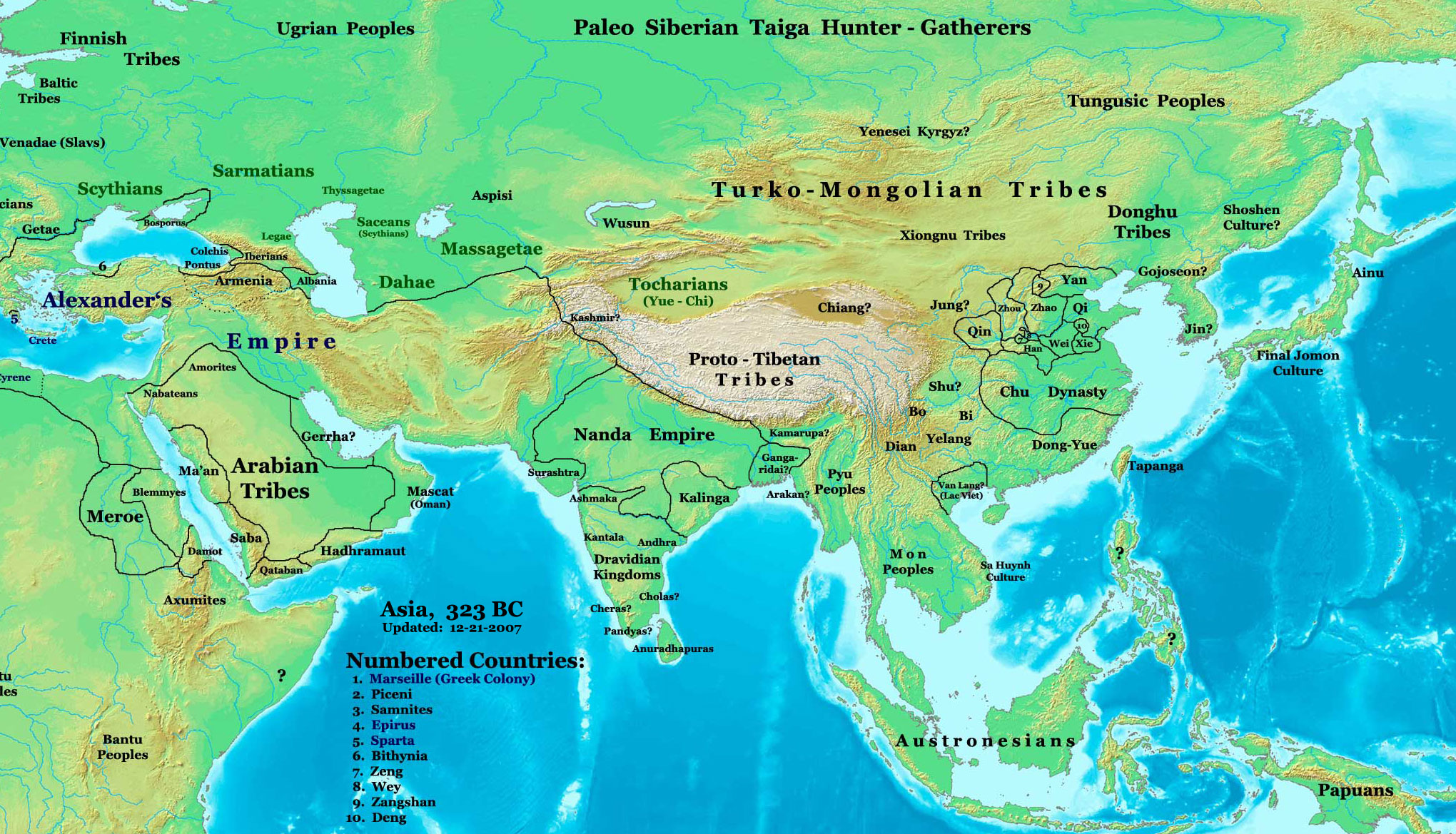
Position des Massagètes à l'époque d'Alexandre le Grand.

Peuple de cavaliers doté d'une cavalerie lourde, ils ont pour armes l'arc, le sabre court et la hache à double tranchant ou Labrys. Cavaliers et montures sont totalement cuirassés et à l'origine des cataphractes.
Sur le plan des ressources minérales, leur domaine est riche en or et en cuivre, qu'ils utilisent dans les ornements, mais pauvre en argent et en fer. Nomades, ils profitaient aussi du commerce le long de la route de la soie et se louaient comme mercenaires ; le long des cours d'eau, ils pratiquent le pastoralisme transhumant pour le lait et la laine, mais vivent surtout de chasse, de pêche et de cueillette.
Le fondateur de l'empire perse, Cyrus, s'est battu contre les Massagètes et leur reine Tomyris selon Hérodote, et contre les Sakas selon Strabon. Leur culte du Soleil, mentionné par Hérodote, semble tout à fait iranien. Sur les immenses étendues de la steppe eurasienne, une nébuleuse de peuples iraniens apparentés se donnaient des noms divers ; leurs cultures s'entremêlaient et variaient localement.
Au VIe siècle, Procope de Césarée mentionne dans son ouvrage intitulé Guerres de Justinien la présence de Massagètes parmi les troupes byzantines qui, sous le commandement de Bélisaire, combattirent les Vandales en Afrique et les Ostrogoths en Italie. Le Massagète le plus connu de cette période est un certain Aïgan qui fit notamment partie de la garde personnelle de Bélisaire.

## Citation
Robert Garnier, Marc Antoine, I, 190-191 :
» Nous irons pour les éviter,
» Aux Scythes et aux Massagètes,